# Kemsing
Kemsing är en ort och civil parish i grevskapet Kent i sydöstra England. Orten ligger i distriktet Sevenoaks, cirka 5 kilometer nordost om Sevenoaks. Civil parishen hade 4 327 invånare vid folkräkningen år 2021.